# Науру на Летњим олимпијским играма 2008.
Науру је четврти пут учествовао на Летњим олимпијским играма одржаним 2008. године у Пекингу, Кина. До сада се налази међу земљама које нису освајале медаље.
Једини спортиста који је представљау Науру на Олимпијским играма био је Ите Детенамо који се такмичио у дизању тегова, који је носио затаву Науруа на свечаном отварању. 
У његовој дисциплни преко 105 kg завршио је на 10-ом месту, што није било довољно да освоји неку медаљу. 

### Дизање тегова

#### Мушкарци
| Текмичар     | Дисциплина | Трзај    | Трзај   | Избачај  | Избачај | Укупно | Пласман |
| Текмичар     | Дисциплина | Резултат | Пласман | Резултат | Пласман | Укупно | Пласман |
| ------------ | ---------- | -------- | ------- | -------- | ------- | ------ | ------- |
| Ите Детенамо | +105 kg    | 175      | 9       | 210      | 10      | 385    | 10/14   |